# Eolisch (dialect)

Verspreiding van de Oudgriekse dialecten. Eolisch in het geel.

Eolisch is een dialect van het Oudgrieks dat gesproken werd in Thessalië, Boeotië, noordelijk Klein-Azië, op het eiland Lesbos en in de Griekse kolonies van in Asia Minor (Aeolis). Typisch voor dit dialect is het veelvuldig gebruik van zowel archaïsmen als neologismen. De belangrijkste Eolische dialecten zijn het Lesbisch, Boeotisch en Thessalisch.
Het Eolisch Grieks is vooral bekend als de taal van de dichters Sappho en Alcaeus. Hun poëzie behoort tot de hoogtepunten van de Oudgriekse poëzie en is meestal geschreven in een van de vier volgende versvormen: de hendacasyllabus,  de glyconische strofe, de saffische strofe of de alcaeïsche strofe. Deze versvormen zijn vernoemd naar de dichters Glycoon, Sappho en Alcaeus, die de genoemde versvormen bij voorkeur gebruikten.
In de Platonische dialoog Protagoras wordt bij monde van Prodicus het Eolische dialect, vanwege de grote verschillen met het Attisch, afgeschilderd als barbaars:
Hij wist de woorden niet correct te onderscheiden, omdat hij van Lesbos was en opgegroeid was met een barbaars dialect. (Plato, Protagoras, 341c)

## Geschiedenis
In de antieke overlevering bestaat geen eensgezindheid over de precieze situering van Aiolis. Volgens Thucydides begonnen de Aeoliërs, die oorspronkelijk in het noorden van Griekenland woonden, zestig jaar na de Trojaanse Oorlog aan een reeks migraties naar het zuiden en oosten – eerst naar Thebe en Boeotië, vervolgens naar Lesbos en Aiolis. Herodotos situeert Aiolis daarentegen tussen Pergamon en Smyrna, aan of nabij de westkust van Klein-Azië, en beschrijft het als een verbond van twaalf steden met als religieus centrum het heiligdom van Apollo in Gryneion, gelegen tussen Elaia en Myrina.
De term Eolisch lijkt mogelijk voor het eerst op te duiken in de Lineair B-archieven van Knossos, waar een afgebroken vorm Aiwoleusi is aangetroffen. Deze zou kunnen verwijzen naar ‘Eolisch’, maar door de beschadiging van het eerste teken is er geen uitsluitsel. De Homerische epen maken overigens nergens melding van de Aiolis, noch worden de kolonisaties van West-Klein-Azië door de Grieken besproken. Odysseus bezoekt Lesbos weliswaar, maar sticht er geen nederzetting; de koning van het eiland is een niet-Griek met de naam Makar. De eerste duidelijke verwijzing naar de Aiolis als geografische regio vinden we bij Hesiodus, die in Werken en dagen vertelt over zijn vader. Deze is afkomstig uit het Eolische Kyme, en emigreert uiteindelijk naar Boeotië.
Het woord αἰόλος betekent in het Grieks "snel" of "stralend, helder", maar de etymologie van de term Aiolisch blijft onzeker en kan dus niet direct aan de naam van het dialect worden gelinkt. 
De zogeheten Aeolische en Ionische migraties worden in de moderne wetenschap standaard aangenomen, hoewel de interpretaties van het bewijsmateriaal sterk uiteenlopen. De reconstructie van deze migraties blijft omstreden, maar dankzij de ontdekking en ontcijfering van een aanzienlijk aantal Hittitische documenten is er recent meer inzicht gekomen in de geopolitieke situatie van de regio tijdens de late bronstijd.
In de 15e en 13e eeuw v.Chr. maakte de westkust van Klein-Azië deel uit van het rijk Arzawa. De bewoners van dit gebied waren bondgenoten van de Hittieten, maar werden door hen niet als gelijken beschouwd. Dit blijkt onder meer uit de Hittitische wetten die in Boğazköy zijn teruggevonden. Het gebied was het toneel van voortdurende conflicten tussen de Hittieten en het koninkrijk Ahhiyawa – een term die steeds vaker wordt geassocieerd met het Myceense Akhaia. Hittitische teksten suggereren dat Ahhiyawa niet op het Anatolische vasteland lag, maar per schip bereikbaar was. In de 13e eeuw stond Milete onder bescherming van Ahhiyawa, en de archeologische resten van die stad tonen sterke Myceense invloeden.
Lesbos bevond zich tijdens de bronstijd duidelijk in de culturele invloedssfeer van Troje en West-Klein-Azië, en dat bleef zo in de ijzertijd. Behalve Troje is Lesbos de enige andere regio in de omgeving met een significante hoeveelheid archeologisch materiaal uit de ijzertijd. In de 10e en 9e eeuw zijn er aanwijzingen voor nederzettingen in onder andere Mytilene, Antissa, Methymna en Pyrrha, maar alleen Mytilene leverde beschilderd protogeometrisch aardewerk op. Het aardewerk en de grafgiften uit de ijzertijd op Lesbos vertonen meer overeenkomsten met vondsten uit Anatolië en de oostelijke Egeïsche eilanden (zoals Lemnos en Rhodos) dan met die van het Griekse vasteland. Vooral de fibula’s (archaïsche spelden) in Lesbische graven lijken sterk op Anatolische exemplaren uit onder andere Gordion, Alisjar en Cilicië. Ook grafgiften van Tenedos vertonen tot in de 6e eeuw v.Chr. een Anatolische iconografie.
De eerste tekenen van regionaal bewustzijn manifesteren zich in de oprichting van de Eolische en Ionische Liga’s, die elk oorspronkelijk uit twaalf steden bestonden. Wanneer deze bonden precies gevormd zijn, is niet bekend. Het heiligdom van Apollo in Gryneion, dat als centrum van de Eolische Liga fungeerde, is niet opgegraven, al is er wel geometrisch aardewerk aan de oppervlakte aangetroffen. 
Uiteenlopende factoren hebben deze verbonden in het leven geroepen. Een belangrijke drijfveer was vermoedelijk de grote etnische en taalkundige diversiteit van West-Klein-Azië in de archaïsche periode, met talen als Lydisch, Frygisch, Aramees en mogelijk een vorm van Luwisch naast het Grieks. De spanningen met Lydië, dat in de 7e en vroege 6e eeuw v.Chr. zowel de Eolische als Ionische gebieden controleerde, kunnen eveneens een rol gespeeld hebben – net als het conflict tussen de twee Liga’s om de stad Smyrna.
Er is geen bewijs dat verhalen over kolonisatie vanaf het Griekse vasteland tijdens de archaïsche periode een fundamenteel onderdeel vormden van de identiteit van de Liga’s. De fysieke omgeving van de Eolische steden lijkt dit beeld zelfs tegen te spreken. Tegen het einde van de 7e eeuw ontwikkelde zich in noordwestelijk Klein-Azië een herkenbare architectuurstijl – vaak aangeduid als ‘Eolisch’ – met karakteristieke kapitelen met verticaal oplopende voluten onder een bladerdak.
Tijdens en na de Perzische oorlogen ontstond er aan beide zijden van de Egeïsche Zee een behoefte om migratieverhalen te cultiveren als fundament voor een gemeenschappelijke Helleense identiteit. Griekse steden op het vasteland benadrukten hun banden met Klein-Azië, terwijl Aiolische steden aansluiting zochten bij de voornaamste tegenstanders van de Perzen, die het gebied bestuurden vanuit Daskyleion, aan de oostelijke rand van de Anatolische provincie Troas.
Het is in deze periode dat de eerste geschreven verslagen over de Aiolische migratie opduiken – onder meer bij Pindaros, Herodotos, Thucydides en Hellanikos van Lesbos. Tegen het einde van de 5e eeuw v.Chr. is er sprake van een gevestigde traditie over een migratiebeweging van het Griekse vasteland naar Noordwest-Klein-Azië na de Trojaanse Oorlog. Die verhalen variëren echter in tijdsduur, routes en protagonisten. In de meeste gevallen reflecteren ze de politieke belangen van de auteurs. 

## Eolische overlevering
Inscripties, keramiek dat beschilderd of bekrast is en munten vormen directe bronnen van informatie voor onze kennis over het Eolisch. Belangrijke sites voor het Boeotisch zijn onder andere de tempel van Apollo Ptoios in Acraephia (6e eeuw v.Chr.) en Tanagra, waar onder andere een vaas met een inscriptie in het oude Boeotische alfabet teruggevonden werd (6e eeuw v.Chr.). Opgravingen bij Pelasgiotis, en dan vooral in Larissa, hebben dan weer het merendeel van de onze bekende opschriften in het Thessalisch opgeleverd. Vóór de 5e eeuw is niet veel Thessalisch materiaal te vinden; de meest archaïsche inscripties komen van het Magnesia van de 6e eeuw. Het meeste Lesbische materiaal is van relatief veel latere datum: de 4e eeuw v.Chr. vormt de piekperiode van inscripties gevonden in onder andere Mytilene, Mithymna en Aigai. Over het algemeen kan men het Eolisch terugvinden in inscripties tot ongeveer de 2e eeuw v.Chr. waarna het dialect opgeslokt werd door het steeds toenemende gebruik van het koine. Het is waarschijnlijk dat het Koinègrieks zo al vanaf eind 4e eeuw v.Chr. v.C. in gebruik was in Mytilene als de taal van de handel. Het is moeilijk uit te maken tot wanneer het Eolische dialect in al zijn verschillende vormen effectief gesproken werd: bronnen schieten tekort en zijn ontoereikend.  
Minder direct overgeleverd en vaak fragmentair is het merendeel van de in het Eolisch geschreven literatuur, met als belangrijke bron van informatie oude compilatiewerken, grammatica’s en scholia, die echter vooral het Lesbisch bespreken van Sappho en Alcaeus, van wie ook de gelijknamige strofes een succesvolle, langdurige, receptie kenden. Poëzie in het Lesbisch werd al voor de tijd van Sappho en Alcaeus als prestigieus beschouwd en vooral Sappho was tot lang na het verdwijnen van een levend Eolische dialect in de klassieke oudheid een van de bewonderde Griekse grootheden. Verwijzingen vindt men bijvoorbeeld in het werk van Athenaeus, Aulus Gellius en Plutarchus. De belangrijkste representant van het Boeotische dialect is de dichteres Corinna van Tanagra, hoewel slechts een paar gedichten op haar naam zijn overgeleverd. Andere inwoners van Boeotië, zoals Pindarus van Thebe, besloten af te wijken van het dialect van hun regio om hun werken neer te schrijven.
Interesse in het Eolisch flakkerde op tijdens het Romeinse tijdperk. Langs de ene kant kwam de theorie in zwang, vooral in de 1e eeuw v.Chr., dat het Latijn verwant was aan het Eolisch. Het is mogelijk dat Philoxenus van Alexandrië de eerste was die een Eolische origine aan het Latijn toeschreef in zijn Περὶ τῆς τῶν Ῥωμαίων διαλέκτου (‘Over het Romeinse dialect’). Dionysius van Halicarnassus volgde in zijn voetsporen en verkondigde in zijn Antiquitates Romanae dat het Latijn een half-barbaars afkooksel van het Grieks, en dan vooral het Eolisch, was. Romeinen zouden afstammelingen zijn van Griekse migranten die naar Italië getrokken waren voor en direct na de Trojaanse oorlog en daar Rome hadden gesticht. Ook Varro droeg zijn steentje bij in De lingua latina en De origine linguae latinae en Quintilianus in zijn De institutione oratoria. De afwezigheid van de dualis in zowel het Latijn als het Eolisch komt in de meeste verhandelingen voor als argument voor hun onderling verband. Een tweede argument is de gelijkenis tussen de Latijnse letter u en de Eolische digamma. Later, tijdens de Romeinse keizertijd, kwamen archaïserende imitaties van oude Griekse dialecten in zwang. Diezelfde antiquarische interesse zorgde zo ook voor een korte heropleving van inscripties in het Lesbisch. Zie bijvoorbeeld de gedichten achtergelaten door Julia Balbilla op de Kolossen van Memnon in Thebe in 130 n.C. ter ere van keizer Hadrianus, geschreven in elegische verzen vol met Eolische elementen. Haar keuze voor het Eolisch zou mede kunnen zijn ingegeven door vrouwelijke voorgangers Corinna en dan vooral Sappho, die duidelijk geïmiteerd wordt in Balbilla’s verzen.
De studie van het Eolisch kreeg in de 19e eeuw een boost door de ontdekking van in het Lesbisch gestelde papyri. Imitaties in navolging van Sappho en Alcaeus vinden vanaf dan ook meer plaats en onder anderen Fyodor Yevgenievich Korsch en Walter Headlam waagden zich aan het schrijven van stukjes Eolisch Grieks.

## Karakteristieken
Hoewel de oude Grieken het Eolisch als een dialect beschouwden naast onder andere het Attisch en Dorisch, stelt zich vandaag de vraag of het Eolisch wel genoeg unieke karakteristieken heeft om het te onderscheiden als een zelfstandige dialectgroep. Het staat vast dat binnen het Eolisch veel variëteit te vinden is. Geografische factoren en invloeden spelen hierbij een belangrijke rol: zo lijkt het Lesbisch kenmerken van het naburige Ionisch over te hebben genomen, terwijl het Eolisch gesproken op het vasteland op zijn beurt invloeden kent van West-Griekse varianten. Maar ondanks de grote geografische afstand lijken het Lesbisch en Thessalisch verschillende kenmerken te delen.
De vraag of het Eolisch wel een linguistische familie is, problematiseert ook de discussie over een mogelijke Eolische fase in de Homerische epen, die neergeschreven zijn in een Kunstsprache die ook verschillende Eolische kenmerken bevat. Deze Eolische elementen, zoals de vorm ἔμμεναι (infinitief; vertaling: 'zijn') of het gebruik van een recessief accent, zijn evenwel vooral Lesbisch.
Hier volgt een overzicht van de belangrijkste kenmerken van de Eolische dialectgroep:
- De oorspronkelijk lange ᾱ (ā) blijft altijd behouden.

Voorbeeld: Eolisch μάτηρ (mātēr) Tegenover Attisch μήτηρ (mētēr) (vertaling: moeder)
- Het lang behouden van de w-klank (Digamma) in het Thessalisch en Boeotisch is ook karakteristiek voor West-Griekse dialecten.

Voorbeeld: Eolisch Fοῖκος (woíkos) tegenover Attisch οἶκος (oíkos) (vertaling: huis)
- Het verlies van de spiritus asper (psilosis) is kenmerkend voor het Lesbisch

Voorbeeld: Lesbisch ἀέλιος (āélios) tegenover Attisch ἥλιος (hēlios) (vertaling: zon)
- Bij de uitgang -νς (-ns) is de compensatorische rekking met οι en αι (oi en ai) in plaats van ου en ᾱ (ou en ā). Dit is kenmerkend voor het Lesbisch.

Voorbeeld: Lesbisch λύοισι (lýoisi) en παῖσα (paísa) tegenover Attisch λύουσι (lýousi) en πᾶσα (pása). Oorspronkelijk *πάνσα (*pánsa) en *λύονσι (*lýonsi). (vertaling: ze maken los)
- Verdubbeling van de medeklinkers in plaats van compensatorische rekking. Dit is kenmerkend voor het Lesbisch en Thessalisch.

Voorbeeld: Eolisch ἐμμί (emmí) tegenover Attisch εἰμί (eimí). Beide oorspronkelijk *ἐσμί (*esmí) (vertaling: ik ben)
- Het vermijden van het beklemtonen van de eindlettergreep, i.e. een recessief accent, is kenmerkend voor het Lesbisch.

Voorbeeld: Lesbisch πόταμος (pótamos) tegenover Attisch ποταμός (potamós) (vertaling: rivier)
- De athematische vervoeging (uitgang -μι) komt vaker voor als alternatief van contracte werkwoorden in het Lesbisch en Thessalisch.

Voorbeeld: Eolisch φίλημι (phílēmi) tegenover Attisch φιλέω (philéō) (vertaling: ik houd van)
- Infinitiefuitgang op -μεν in plaats van op -ειν in het Thessalisch en Boeotisch.

Voorbeeld: Eolisch ἀγέμεν (agémen) tegenover Attisch ἄγειν (ágein) (vertaling: voortdrijven, doen)
- De proto-Griekse labiaal-velair /kw/ wordt meestal vervangen door een π (p) in plaats van τ (t).

Voorbeeld: Eolisch πίς (pis) tegenover Attisch τίς (tis) (vertaling: wie?)
- Thematische verbuiging van het perfectumdeelwoord met als uitgang -ων (-οντος) in de plaats van -ως (-οτος)

Voorbeeld: Eolisch κατεληλύθοντος tegenover Attisch κατεληλύθοτος (vertaling: van diegene die teruggekeerd is) 
- Datief meervoud op -εσσι

Voorbeeld: Eolisch πόδεσσι tegenover Attisch ποσί (vertaling: te voet)
Slechts deze laatste drie kenmerken, en vooral dan het meervoud op -εσσι, zijn uniek Eolisch. 